# Platysenta carcoma
Platysenta carcoma är en fjärilsart som beskrevs av Paul Dognin 1897. Platysenta carcoma ingår i släktet Platysenta och familjen nattflyn. Inga underarter finns listade i Catalogue of Life.